# أرض النار

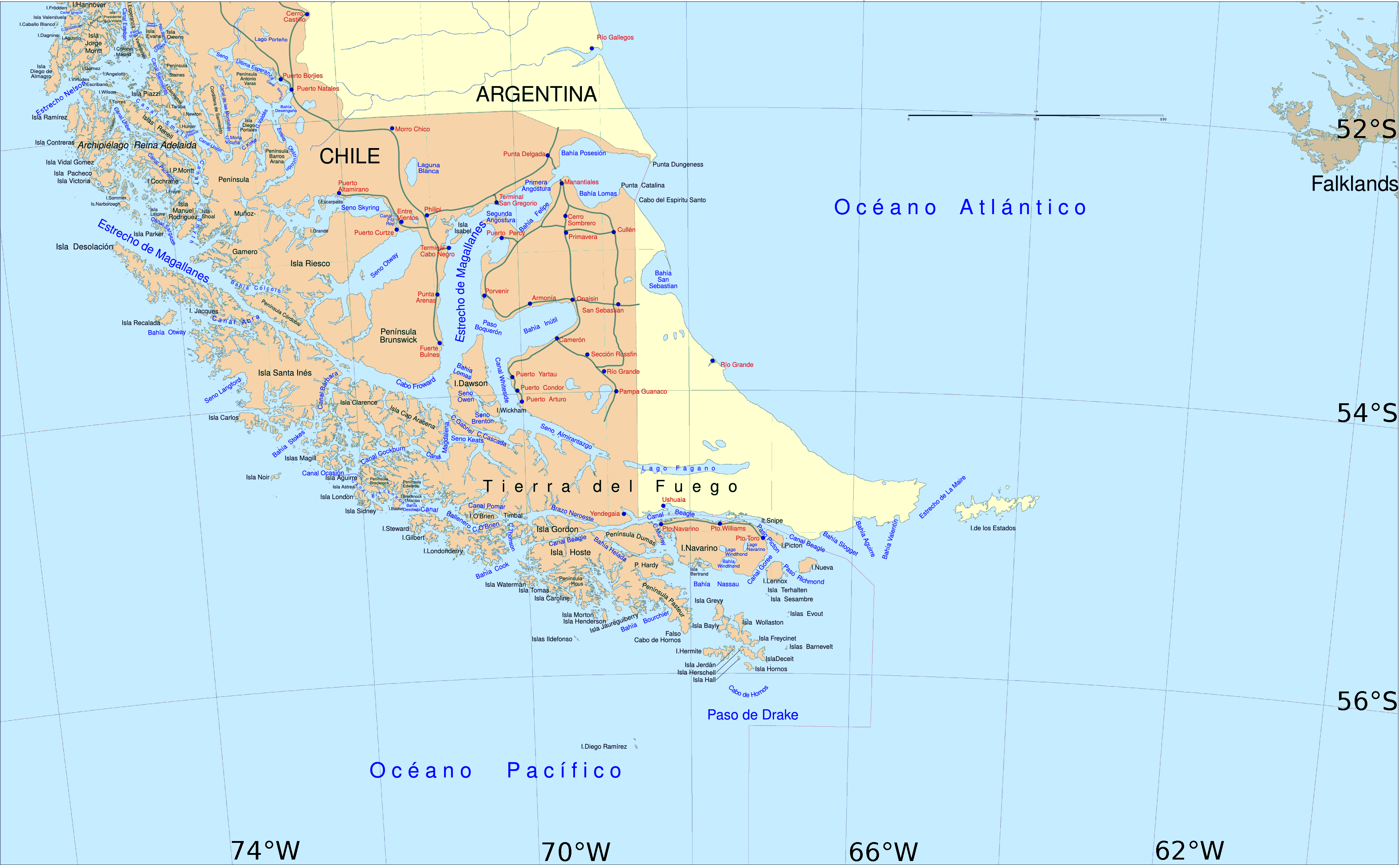
أرض النار ومضيق ماجلان ، أمريكا الجنوبية.

أرض النار أو تييرا دل فويغو (بالإسبانية: Tierra del Fuego) أرخبيل في أقصى جنوب أمريكا الجنوبية بين المحيط الأطلسي والمحيط الهادي؛ ويدعى بالإسبانية 'Tierra del Fuego' . مساحته 77,000 كم² ويقطنه حوالي 127.000 نسمة مقسّمة بين الأرجنتين وتشيلي. يعيش معظم السكان (100.000 نسمة) على الجزء الأرجنتيني. ويفصل مضيق ماجلان المار بين المحيطين الأطلسي والمحيط الهادي بين «الجزيرة الكبرى تييرا دل فويغو» من الأرخبيل وبين قارة أمريكا الجنوبية. تعدّ أرض النار أقرب منطقة من القارة القطبية الجنوبية.
يفصل مضيق ماجلان أرض النار  عن أرض أمريكا الجنوبية. وهي مجموعة جزر تبلغ مساحتها 73.746 كيلومتر², أكبرها جزيرة Isla Grande de Tierra del Fuego وتبلغ مساحتها 47.000 كيلومتر مربع؛ تمر فيها الحدود بين الأرجنتين شرقا وتشيلي غربا عند خط طول 6و68 غرب.
في الشرق يوجد الجزء التابع للأرجنتين ويعيش فيه نحو 100.000 نسمة. والجزء الغربي يتبع تشيلي ويعيش عليه نحو 8000 نسمة. تقسم الحدود بين الأرجنتين وتشيلي «الجزيرة الكبرى تييرا دي فويغو» رأسيا مع أحد خطوط الطول.

## اكتشافها
أعيد استكتشاف أرض النار في عام 1881 عند خط عرض 68° 36′ ، وبدأ الناس ينزاحون إليها. وكان بها سكان اصليون قليلون لكنهم اندثروا. الجزء الأرجنتيني في الشرق على المحيط الأطلسي وهو اليوم محافظة أرض النار (الأرجنتين) . في الغرب تسمى المنطقة التي تنتمي إلى تشيلي " منطقة ماجلان" أو تييرا دل فويغو (تشيلي)".
وصل ماجلان إلى هذه المنطقة في عام 1520 ولم يرى ومن معه من البحارة أي سكان في المنطقة. ولكن ما رؤوه طبقا للمؤرخ «أنتونيو بيغفيتا» كانت نيران ترى في الليل. لهذا كانت تسمية ماجلان للمنطقة «أرض النار». (ربما كانت تلك النيران ظاهرة شفق قطبي التي لم تكن معروفة أنذاك).

أرض النار في جنوب أمريكا هي أقرب المناطق إلى القارة القطبية الجنوبية.

## معرض صور

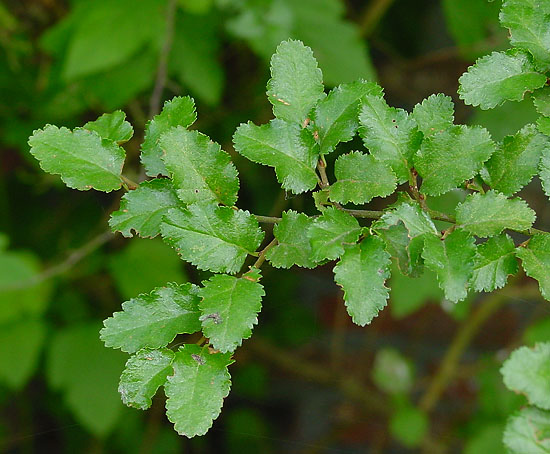
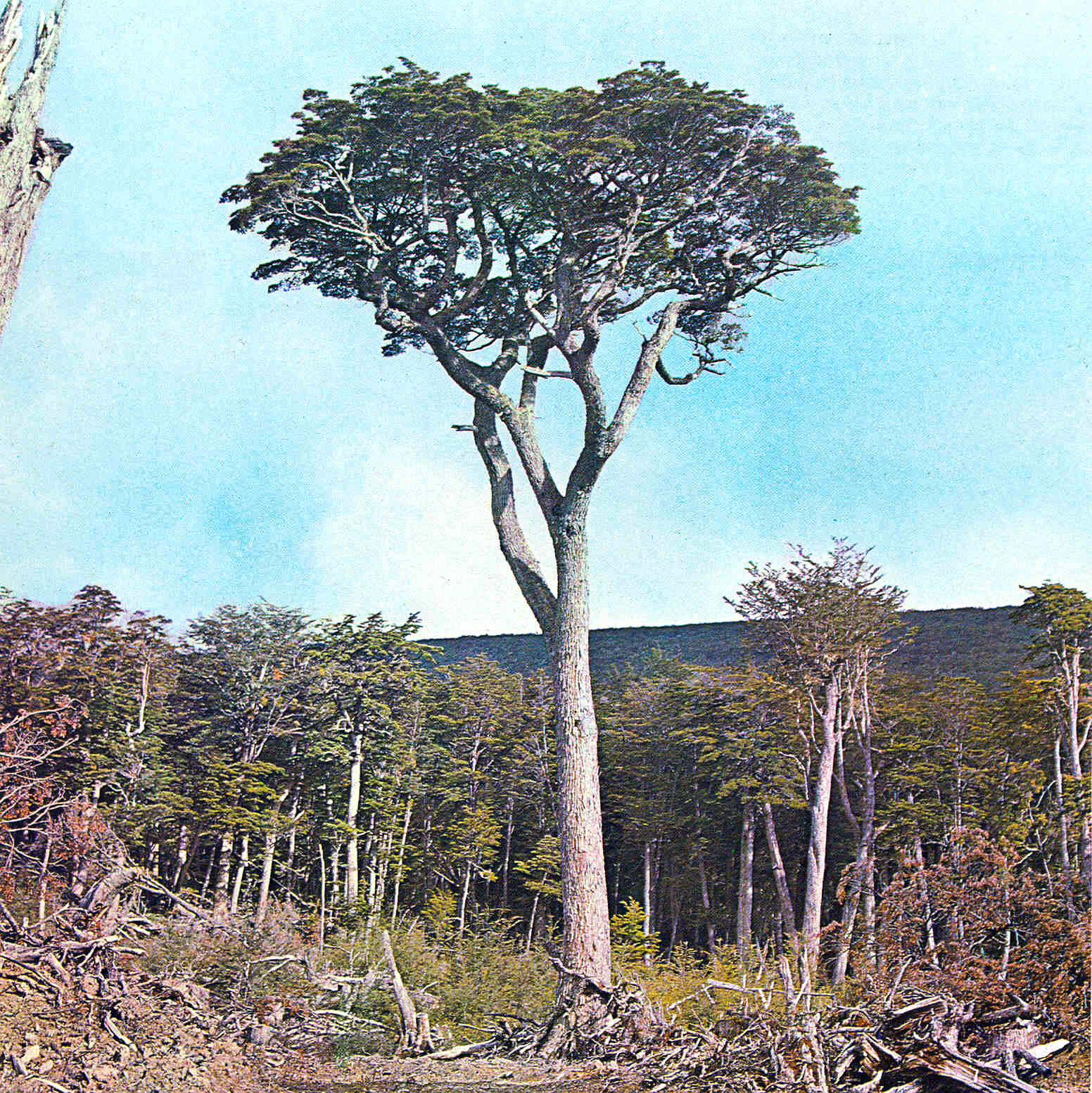
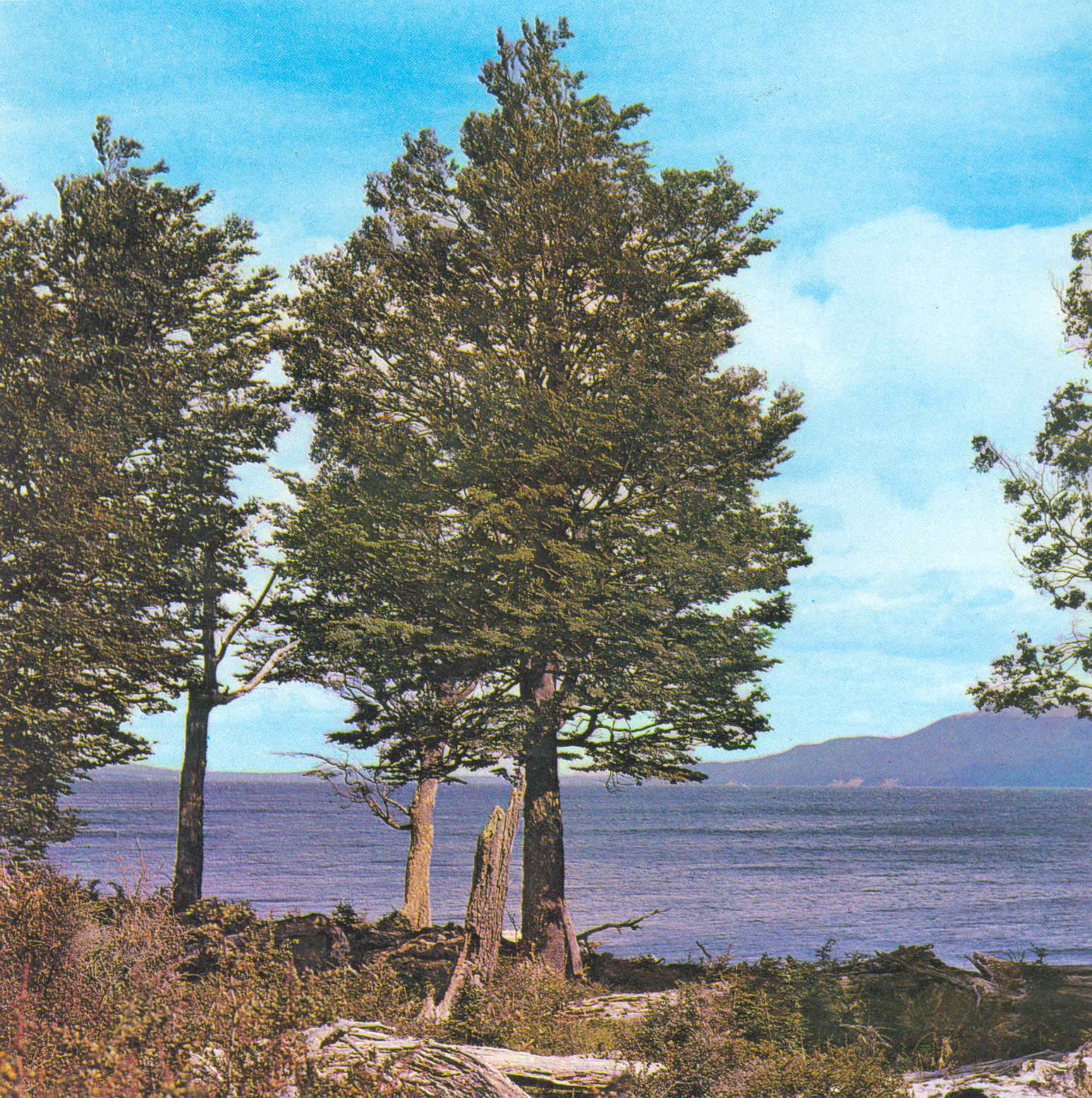
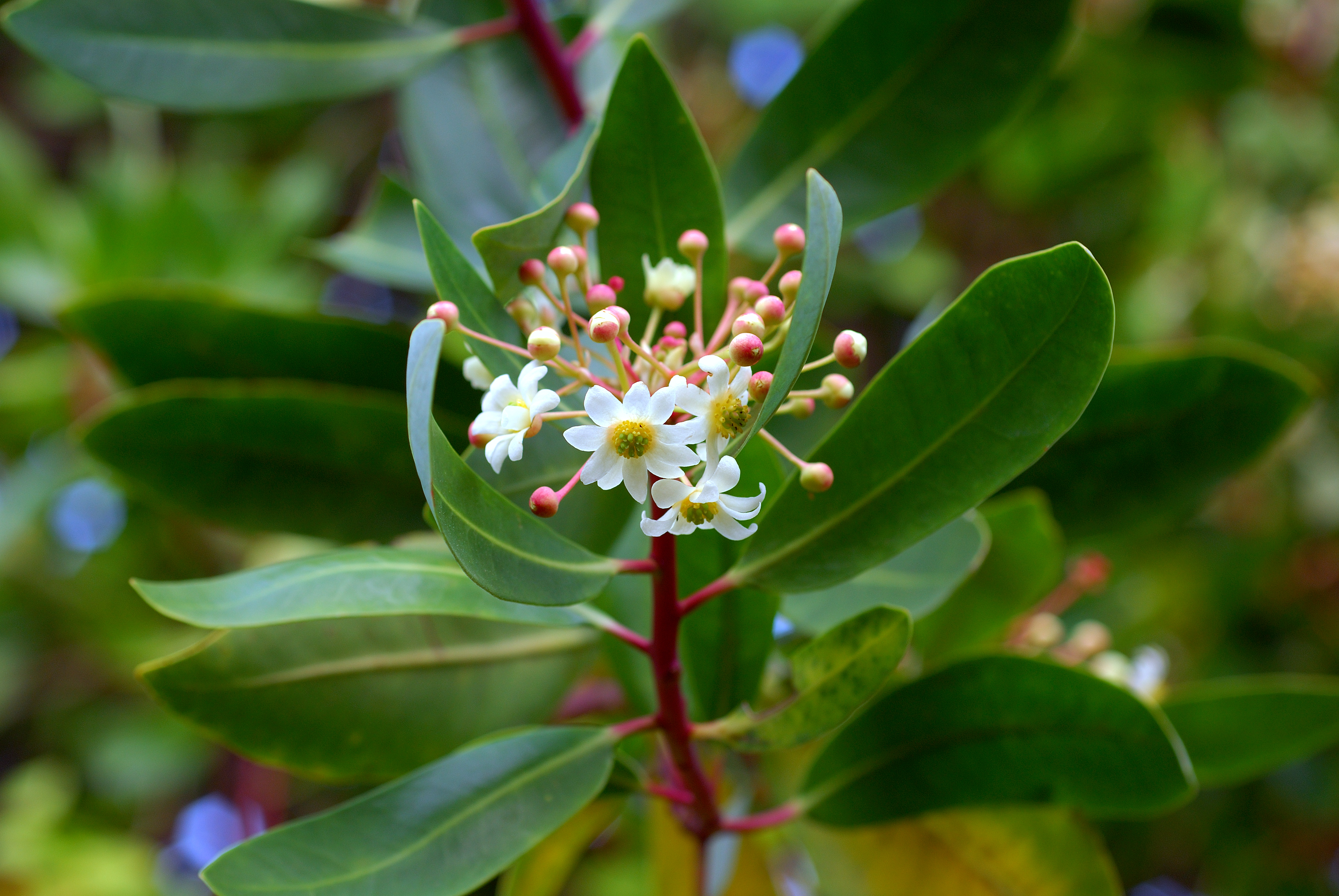

## اقرأ أيضا

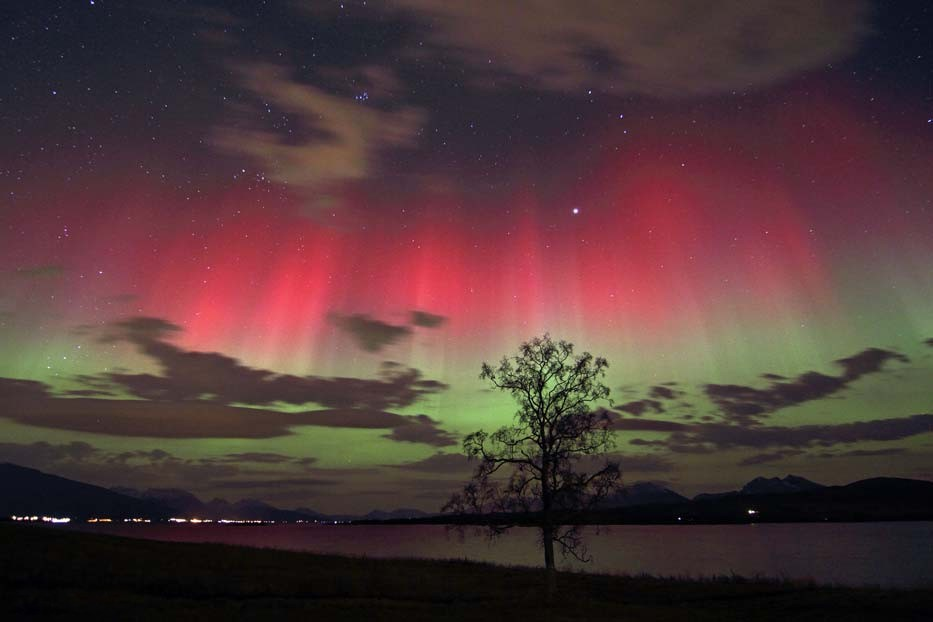
شفق قطبي رؤي بالقرب من في مدينة ترومسو في النرويج.

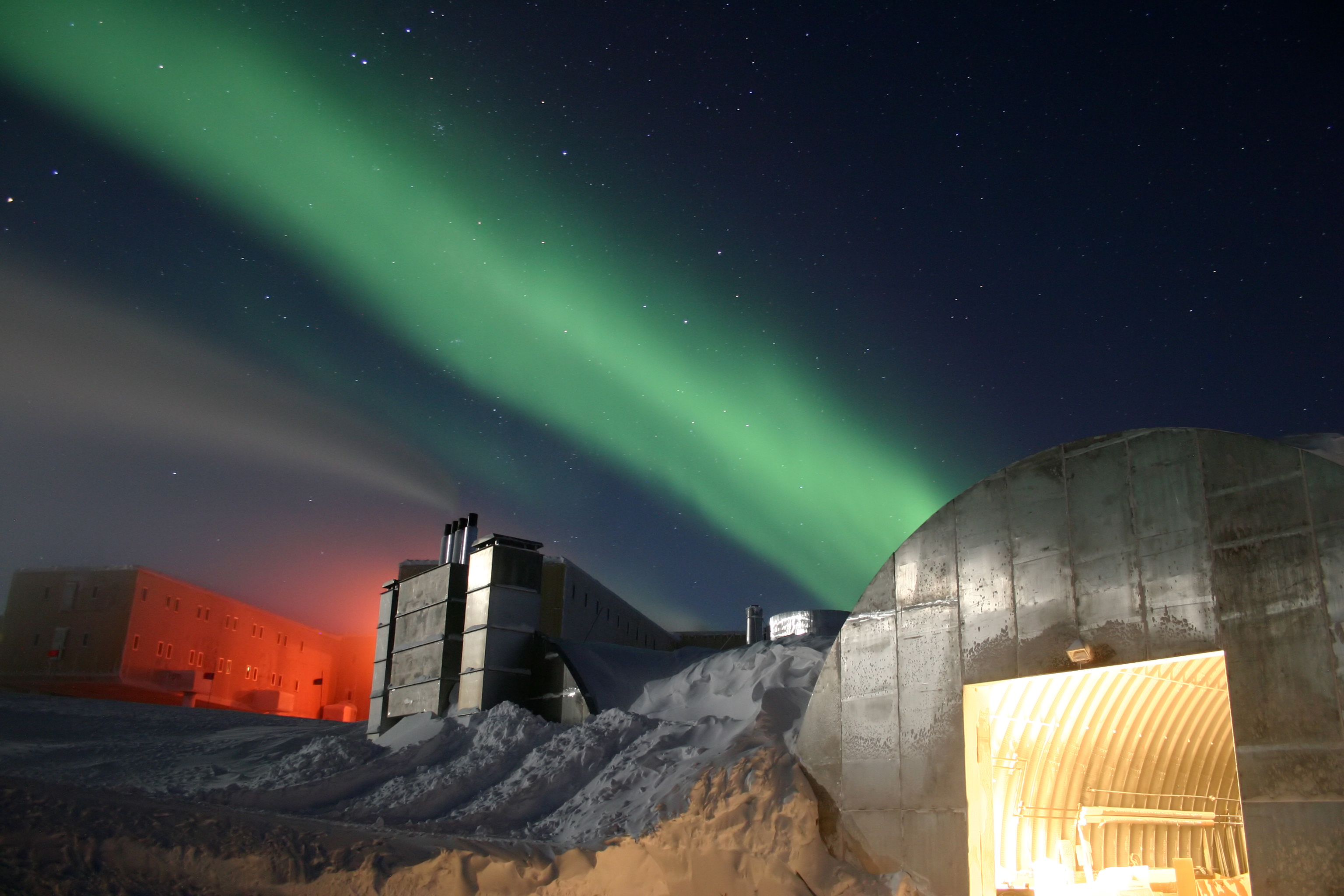
محطة أمندسن سكوت في القطب الجنوبي، ويرى شفق قطبي (جنوبي).

- محافظة أرض النار (الأرجنتين)
- محافظة تييرا دل فويغو، (تشيلي)
- منتزه وطني توريس دل باينه